# Entesa Nacionalista i Ecologista d'Eivissa
L'Entesa Nacionalista i Ecologista d'Eivissa (acrònim ENE, actualment anomenada Entesa d'Eivissa o simplement Entesa) va ser un partit polític de caràcter progressista, nacionalista i ecologista d'àmbit eivissenc, fundat el 14 de març de 1989, amb el nom Esquerra Nacionalista d'Eivissa-ENE. El mateix any es va integrar a la Federació de l'Esquerra Nacionalista de les Illes Balears (FENIB) i el 1998 la federació va donar pas a una altra federació coneguda per PSM-Entesa Nacionalista. Maurici Cuesta i Labèrnia va ser-ne el secretari general fins a la seva renúncia en 2016.
Entre d'altres, fundaren la formació Andreu Coll i Bufí, Maurici Cuesta i Domínguez, Paula Guillem i Ripoll, Antoni Marí i Marí, Marià Mayans i Marí, Ernest Prats i Garcia i Enric Ribes i Marí. En els seus estatuts fundacionals, es posicionava com a organització política amb l'objectiu fonamental de la defensa dels interessos del poble d'Eivissa, i es definia com a partit eivissenc, nacionalista, democràtic, progressista, que assumia les fonts fonamentals de l'esquerra i de la tradició nacionalista autòctona, i la defensa de la justícia, la pau, la llibertat, així com de la cultura i del medi ambient. El seu logotip estava format per un fons quadribarrat sobre el qual hi havia les lletres ENE en color negre. En el seu inici, una part important de la militància era integrada per exmilitants del PSOE, descontents amb el posicionament d'aquest partit respecte del fet nacional.

## Història
El mes de setembre de 1989, se celebrà el I Congrés, i fou elegit secretari general Enric Ribes i Marí.
A les primeres eleccions posteriors a la seva fundació, les del Parlament europeu de juny de 1989, ENE només pogué donar suport a la coalició Esquerra dels Pobles (Euskadiko Ezkerra - EE -, PSM de Mallorca, PSM de Menorca), que aconseguí 285 vots (1,4%) dels sufragis pitiüsos. Poc després, ENE ja es pogué presentar per primera vegada, en el cas de les generals d'octubre de 1989, en les quals coalitzà amb els seus socis del PSM de Mallorca i de Menorca. Per primera i única vegada, un eivissenc, el diputat del Congrés Enric Ribes i Marí, liderava la llista en àmbit balear. Va assolir a Eivissa 532 vots (1,63%). En el cas de la circumscripció del Senat per Eivissa i Formentera, ENE hi presentà Antoni Cardona i Bonet, qui aconseguí 473 sufragis (1,52%).
El gener de 1990, ENE va canviar la seua denominació per l'actual, Entesa Nacionalista i Ecologista -ENE-, en un congrés extraordinari. Antoni Marí i Marí Rota, passà a ser el nou secretari general. L'abril de 1990, es constituí, al monestir de Montision, a Porreres, la Federació d'Esquerra Nacionalista de les Illes Balears -FENIB- per part d'ENE i del PSM de Mallorca i el de Menorca. Era la primera organització política no estatal d'abast balear d'ençà de la Transició. Davant la convocatòria d'eleccions locals i balears de maig de 1991, el partit eivissenc assolí la primera representació institucional en la seva història, en la persona de Neus Antonio i Torres, qui fou elegida regidora de la ciutat d'Eivissa. El 1993 dimití i fou substituïda per Antoni Marí i Marí. En el cas de les eleccions al Parlament i al Consell, aquest fou el cap de llista i aconseguí 1.411 vots (4,69%), però no assolí representació. El lema de la campanya fou "Eivissa ets tu".
El 1992, celebrà el segon congrés, "Fent país", d'on sortí reelegit Antoni Marí com a secretari general. El partit es posicionà com a proper a les actituds a favor de la independència dels Països Catalans.
El juny de 1993, a les eleccions generals es presentà amb la candidatura PSM-ENE. Ernest Prats i Garcia hi representava ENE i anava de número tres. La candidatura va aconseguir 428 vots (1,07%) a Eivissa i Formentera. La candidatura al Senat per Eivissa i Formentera va ser personalitzada en Antoni Marí, qui aconseguí 548 sufragis (1,45%).
El juny de 1994, de cara a les eleccions al Parlament europeu, ENE es coalitzà amb ERC i EA en la coalició Europa de les Nacions, en la qual presentà Ernest Prats i Garcia en la llista i obtingué 402 vots (1,39%) a Eivissa i Formentera. Per contra, el PSM de Mallorca es presentà en la coalició anomenada, a les Balears, PSM-Nacionalistes de Mallorca-Convergència i Unió (PSM-NM-CiU). El número cinc era ocupat per Pere Sampol i l'eivissenc Isidor Marí i Mayans hi era present. La coalició aconseguí 167 vots (0,58%) a Eivissa i Formentera.
El tercer congrés, "Noves vies", el 1995, s'inclinaria per l'afirmació de la identitat pròpia d'Eivissa i el reforçament dels lligams amb els partits socis de la FENIB. Andreu Coll i Bufí en seria el nou secretari general.
De cara a les eleccions al Parlament Balear de 1995, ENE presentà Leopold Llombard i Bordero com a candidat al Consell i al Parlament, i obtingué 671 vots (2,07%). ENE participà des del principi en la gestació de la primera candidatura unitària d'esquerres de les Pitiüses des de 1979: l'agrupació d'electors Eivissa i Formentera al Senat, impulsada per PSOE, EU, Els Verds, ENE, ERC i tot un seguit de persones sense adscripció partidista, i que presentà l'advocada Pilar Costa i Serra com a candidata a les eleccions a Corts del 1996. Costa va guanyar l'escó amb 21.327 vots (55,86%). En el cas de la candidatura al Congrés dels Diputats, ENE es presentà coalitzada amb els PSM de Mallorca i Menorca, on Andreu Coll i Bufí anava de número tres, i obtingué 241 vots (0,55%). L'any 1997, es va viure un moment d'inflexió en la formació eivissenca arran del quart congrés, on Andreu Coll i Bufí va ser reelegit secretari general, i on es marcaren com a línies directrius l'eivissenquisme, si bé sense renunciar al lloc de les Pitiüses en el marc dels Països Catalans, l'ecologisme i l'ordenació del territori. El congrés va reactivar la formació en militància i en la formulació d'iniciatives en temàtiques molt diverses.
La FENIB es convertí en Federació PSM-Entesa Nacionalista l'abril de 1998, i es reafirmaren els lligams d'ENE amb mallorquins i menorquins. Amb aquesta decisió, també es canvià el logotip de la formació, i s'adoptà el que havia decidit la federació: un puzle de tres peces quadribarrades que encaixen, en diagonal. Sota aquest, les paraules Entesa Nacionalista i Ecologista.
Davant les eleccions municipals espanyoles de 1999 ENE contribuí a la transformació de l'experiència al Senat de 1996 en el Pacte de Progrés, coalició preelectoral formada per PSOE, EU, Els Verds, ENE i ERC. En l'àmbit local, Maurici Cuesta i Labèrnia fou elegit regidor a l'Ajuntament d'Eivissa i, Antoni Marí i Marí, a l'Ajuntament de Sant Joan de Labritja. Cuesta integrà l'equip de govern progressista i ocupà les àrees de Turisme, Comerç i Normalització Lingüística. Marí fou nomenat delegat territorial a les Pitiüses de la Conselleria d'Educació i Cultura del Govern de les Illes Balears. Així mateix, Enric Ribes i Marí fou nomenat delegat territorial a les Pitiüses de l'IDI (Institut de Desenvolupament Industrial) i, de retruc, de la Conselleria d'Economia, Comerç i Indústria. Pilar Costa, cap de llista al Parlament i al Consell, fou la primera presidenta d'Eivissa i Formentera gràcies als 17.697 vots assolits (47,22%). En aquella mateixa convocatòria se celebraren eleccions al Parlament europeu, a les quals ENE concorregué amb el PSM de Mallorca, CiU i el Bloc Nacionalista Valencià. El candidat eivissenc fou Guillem Puget i Acebo, i, a Eivissa, la llista obtingué 445 vots (1,18%).
A les eleccions generals de 2000 es reedità la candidatura unitària al Senat per Eivissa i Formentera, en la fórmula de l'agrupació d'electors d'Eivissa i Formentera al Senat, amb Fanny Tur i Riera com a candidata, qui va obtenir 16.009 sufragis (40,19%). En el cas de les eleccions al Congrés dels Diputats, Maurici Cuesta i Labèrnia fou el número 3 de la candidatura presentada per la Federació PSM-Entesa Nacionalista, i assolí 324 vots (0,77%). D'altra banda, al cinquè congrés, el 2001, s'elegí com a secretari general Enric Ribes i Marí.
L'any 2003, es reedità el PACTE PROGRESSISTA, en aquesta ocasió sense la participació d'ELS VERDS. ENE obtingué, del total d'escons, dues regidories: Leopold Llombard i Bordero, a l'Ajuntament d'Eivissa, i Joan Carles Clapés i Tur, al de Santa Eulària des Riu. Llombard integrà l'equip de govern progressista i ocupà les àrees de Policia Local i Normalització Lingüística.
Respecte a la convocatòria d'eleccions generals de març de 2004, ENE s'integrà en la coalició electoral Progressistes per Eivissa i Formentera, conjuntament amb ERC i EU, la qual presentà Catalina Torres i Roig com a candidata a la Cambra Alta, i assolí 2.876 vots (5,75%). Pel que fa a les eleccions al Congrés dels Diputats, la Federació PSM-Entesa Nacionalista fou una de les formacions integrants de la coalició Progressistes per les Illes Balears, juntament amb EU, ERC i ELS VERDS. Marian Suárez Ferreiro fou la representant eivissenca de consens; ocupà el número 3 de la llista balear i obtingué 2.139 sufragis a Eivissa i Formentera (4,5%).
De cara a les eleccions al Parlament europeu, de juny de 2004, ENE renovà, a través de la Federació PSM-Entesa Nacionalista, la seva aliança amb CiU i el Bloc Nacionalista Valencià, i s'hi incorporaren el Partit Nacionalista Basc -PNB- i el Bloc Nacionalista Gallec -BNG. A la coalició, dita Europa dels Pobles, Susanna Bonet i Marí fou la candidata eivissenca, i obtingué 191 vots (0,74%). Fortes discrepàncies en la gestió urbanística de la ciutat d'Eivissa per part de l'equip de govern del Pacte Progressista, portaren l'Entesa -ENE- a demanar un gir important en aquesta qüestió. Com que no es produí i, a més, hi havia altres motius de disconformitat, ENE decidí abandonar la coalició i l'equip de govern perquè el Pacte s'havia allunyat del programa i de la filosofia de la coalició. El regidor nacionalista de l'Ajuntament d'Eivissa, en canvi, optà per mantenir-se en l'executiu municipal i, poc abans de ser expulsat de militància per la seu rebel·lia, decidí abandonar la formació. Així, ENE abandonà tots els seus lligams amb el Pacte Progressista i emprengué una nova línia d'actuació en solitari. Clapés seguí com a regidor de l'oposició a Santa Eulària des Riu, i passà al grup mixt. El mes de febrer de 2005, es produí el Referèndum pel Tractat Europeu, en el qual ENE i tota la federació nacionalista balear demanà el vot en contra. Aquest sumà un 11,07% dels sufragis.
Per participar en les eleccions autonòmiques i locals de maig de 2007, ENE amb EU-EV i Esquerra Republicana de les Illes Balears creà Eivissa pel Canvi (ExC) que es presentà finalment amb la coalició PSOE-ExC, que aconseguí pel Consell d'Eivissa 19.466 vots (46,78%) i 7 consellers i guanyà les eleccions. Al Parlament, aconseguí 19.094 (45,82%) i 6 diputats, però sense que n'hi hagués cap d'afiliat a ENE. En els comicis locals, en els quals la coalició PSOE-ExC s'imposà a Eivissa i Sant Josep de Labritja, foren elegits dos regidors d'ENE, un a la ciutat d'Eivissa i un altre a Santa Eulària des Riu, que acabaren amb el domini popular.
A les eleccions generals espanyoles del 2008 donà suport a la candidatura Unitat per les Illes amb UM, PSM, ERC i ELS VERDS DE MENORCA, que presentava Pere Sampol Mas de cap de llista i que a Eivissa només aconseguí 676 vots (1,35%). Al Senat, donà suport al candidat del PSOE-ExC, Pere Torres Torres, que aconseguí 26.513 vots i fou elegit senador.
A la darreria de 2006, componen la Comissió Executiva d'aquest partit Maurici Cuesta i Labèrnia, secretari general; Susanna Bonet i Marí, secretària d'organització; i Guillem Puget i Acebo, Pau Serradell i Colombini i Joan Carles Clapés i Tur, com a vocals. Aquest darrer ho fa en representació de joventuts del partit, JOVES D'ESQUERRA NACIONALISTA -JEN-ENE. De la mà de la Federació del PSM-Entesa, van passar a denominar-se a nivell extern com a Entesa i en 2016 el partit es va dissoldre.
El partit nacionalista eivissenc ha tingut diverses seus: al passeig de Vara de Rey (1989-1990), al carrer Bartomeu Vicent Ramon (1990-1991) i, actualment, al carrer de Madrid. Totes elles, a la ciutat d'Eivissa. Actualment l'Entesa Nacionalista i Ecologista d'Eivissa (ENE), està en un procés de renovació amb el PSM-Entesa i analitzant diferents estratègies polítiques d'esquerra a Eivissa.